# イツワリ台風3号
「イツワリ台風3号」（イツワリたいふうさんごう）は、Peaky SALTの1stミニアルバム。

## 解説
2009年7月22日発売。
夏のコンセプト・ミニアルバムで、収録曲全て夏をイメージした曲となっている。

## 収録曲
1. イツワリ台風3号
作詞：三浦祐太朗、作曲：古銭友一郎
  - このアルバムのタイトル曲で、PVが製作されている。
2. シーサイドレイディオ
作詞：三浦祐太朗、作曲：古銭友一郎
3. サンシャインバイク
作詞：三浦祐太朗、作曲：古銭友一郎
4. UP TO YOU
作詞：三浦祐太朗、作曲：岩楯公秀
5. ムーンライトビーチの想い出
作詞・作曲：古銭友一郎